# Atajal
Los Atajal, también llamados Etayax fueron una etnia que merodeaba en lo que hoy es   el condado de Frío, al suroeste de la ciudad de San Antonio. Hablaban Coahuilteco, una lengua de la que se tiene escasa evidencia lingüística pero que hablaban la mayoría de los pueblos Coahuiltecos.
Según los historiadores, los etayaxes vivieron originalmente en la meseta de Edwards, lugar de donde posteriormente emigraron al valle del río frío.